# Megabalanus dorbignii
Megabalanus dorbignii is een zeepokkensoort uit de familie van de Balanidae. De wetenschappelijke naam van de soort is voor het eerst geldig gepubliceerd in 1843 door chenu.